# Nikolai (Alaska)
Nikolai es una ciudad ubicada en el Área censal de Yukón–Koyukuk en el estado estadounidense de Alaska. En el Censo de 2010 tenía una población de 94 habitantes y una densidad poblacional de 7,43 personas por km².

## Geografía
Nikolai se encuentra en las coordenadas 62°59′55″N 154°22′29″O / 62.99861, -154.37472. Según la Oficina del Censo de los Estados Unidos, Nikolai tiene una superficie total de 12.65 km², de la cual 11.91 km² corresponden a tierra firme y (5.82%) 0.74 km² es agua.

## Demografía
Según el censo de 2010, había 94 personas residiendo en Nikolai. La densidad de población era de 7,43 hab./km². De los 94 habitantes, Nikolai estaba compuesto por el 7.45% blancos, el 0% eran afroamericanos, el 80.85% eran amerindios, el 0% eran asiáticos, el 0% eran isleños del Pacífico, el 0% eran de otras razas y el 11.7% pertenecían a dos o más razas. Del total de la población el 0% eran hispanos o latinos de cualquier raza.